# Comtat de Valença
El comtat de Valença (Valence), a vegades del Valentinois, fou una jurisdicció feudal de Provença amb centre a la ciutat de Valença.
El primer comte esmentat fou un Odiló que feia una donació de territori al pagus de Dia o Diois ("in comitatu Diensi in villa Savenna…ecclesiam Sancti Stephani") a l'abadia de Saint-Chaffre en el pagus de Valença ("in comitatu Vallavensi") en carta de 886 o 887. Va seguir Adalelm que apareix com a fidel del rei Lluís (Lluís IV d'Alemanya) conegut com l'Infant, rei de Germània o França Oriental de 899 a 911 al que va demanar la confirmació de privilegis concedits a diversos nobles (Liutfrid, Hug i Teutbert) per Carles el Calb, que el rei va atorgar en carta del 6 de juny del 903. Aquest Adalelm era segurament el fill d'Emenó, comte de Poitiers i d'una germana de Robert I de França (després rei del 922 al 923). Fou el pare de Bosó que subscrivia una carta del 912.
Després apareix com a comte Geilí I que va consentir (junt amb el bisbe Aimó) la donació de terres comtals al Valentinois i al Diois pel rei Conrad III de Borgonya el Pacífic a favor de l'abadia de Saint-Chaffre; la donació signaven altres comtes: Amedei comitis i Eruberti comitis; la data no s'ha pogut establir. Geilí apareix en una donació de la que tampoc se sap la data però posterior al 937 i anterior al 993, i en unes altres del 30 de juny del 956 i 25 de març del 961; segons l'obituari de l'església primada de Lió hauria mort el 7 de desembre però es podria referir al comte Geilí II; en tot cas no se sap l'any excepte que fou posterior al 961. Estava casat amb Godelina que hauria mort abans del 961 i en segones noces amb Ramona (que participa en la donació del 961). Va deixar un fill de nom Ainyer que apareix en una carta sense data anterior al 993 potser mort abans que el seu pare o poc després.
Després apareix Gontard, en una carta del 985 on ja era mort i no se li dona títol comtal; estava casat amb Ermengarda i foren els pares de Lambert, esmentat com a comte en carta datada vers 961 i en la ja citada del 985 (27 de juny); estava casat amb Falectrudis i van tenir dos fills: Ademar i Lambert. Aquest darrer fou bisbe de Valença el 997 fins a almenys el 1011.
Ademar és esmentat com a comte en carta de 14 de març del 1011; es va casar amb Rotilde que signa una carta de donació el 1037 junt amb els seus fills el bisbe Pons (bisbe de Valença vers 1032-1056), Hug (tronc cels senyors de Monteil), Lambert, Guntard i Gerald.
El següent que apareix com a comte fou Geilí II que apareix en donació del 18 de març de 1058. L'obituari de l'església primada de Lió registra la mort d'un comte Geilí un 7 de desembre però no se sap si era Geilí I o II. Es va casar amb Ava i va tenir sis fills, Arbert, Odó, Rostany, Hug, Conó i Guillem (aquest darrer fou monjo i després potser abat de Saint-Chaffre).

## Llista de comtes
- ???? - 886: Odiló
- 886-912: Adalelm (o Al·laum)
- 912-943: Bosó, fill
- 943-961: Geilí I
- 961- ? : Anyer, fill
- ? -985: Gontard
- 985- ? : Lambert (podria ser comte des de 961)

casat amb Falectruda de Chapteuil
- abans de 1011-després de 1037 Ademar I o Aimar I

casat amb Rotilde
- després de 1037- després de 1058 : Geilí II

casat amb Ava
- vers 1070-1100 Arbert o Albert (fill de Geilí II)
- vers 1100 a 1200 Successió desconeguda
- vers 1200-1250 : Ademar II o Aimar II de Poitiers (1186-1250), fill

casat amb Felipa de Fay, senyora de Clerieu
- 1250-1277 : Ademar III o Aimar III de Poitiers (1226-1277), net, fill de Guillem de Poitiers (1202 † 1227) et de Flotte de Royans (Guillem de Poitiers seria fill il·legítim de Guillem IX d'Aquitània comte de Poitiers)

casat en primeres noces amb Sibilla de Beaujeu, filla d'Humbert V, senyor de Beaujeu
casat en segoness noces el 1254 amb Margarita de Savoia († 1254), filla d'Amadeu IV comte de Savoia
casada en terceres noces el 1268 amb Alixenta de Mercoeur († 1286), filla de Berald VIII, senyor de Mercoeur
- 1277-1329 : Ademar o Aimar IV de Poitiers, titulat comte de Valentinois i de Diois († 1329), fill (amb Sibilla de Beaujeu)

casat en primeres noces el 1270 amb Hipolit de Borgonya, senyora de Saint-Vallier
casat en segones noces el 1288 amb Margarita de Ginebra
- 1329-1339 : Ademar o Aimar V de Poitiers (1271-1339), fill

casat el 1284 amb Sibilla dels Baus († 1360)
- 1339-1345 : Lluís de Poitiers († 1345), fill

casat el 1321 amb Margarita de Vergy
- 1345-1374 : Ademar o Aimar VI el Gros († 1374), fill, rector del Comtat Venaissí

casat el 1344 amb Alix Roger de Beaufort, anomenada "la comtesse Major"
- 1374-1419 : Lluís II de Poitiers-Valentinois, comte de Valentinois i de Diois (1354 † 1419), cosí germà del precedent, fill d'Aimar de Poitiers i de Guyota d'Uzès

casat en primeres noces amb Cecília Roger de Beaufort († 1410)
casat en segones noces el 1417 amb Guillelma de Gruyère
La filla de Lluís, Lluïsa de Poitiers, vídua i sense fills d'Humbert VII de Thoire i Villars, va vendre el comtat el 1419 a Carles, delfí de França, que tres anys després fou el rei Carles VII de França.
Posteriorment donat en assignació va portar el títol de Ducat del Valentinois.